# Louis B. Goodall
Louis Bertrand Goodall, född 23 september 1851 i Winchester i New Hampshire, död 26 juni 1935 i Sanford i Maine, var en amerikansk politiker (republikan). Han var ledamot av USA:s representanthus 1917–1921.
Goodall efterträdde 1917 Asher Hinds som kongressledamot och efterträddes 1921 av Carroll L. Beedy.
Goodall avled 1935 och gravsattes på Oakdale Cemetery i Sanford i Maine.